# Tove Nilsen

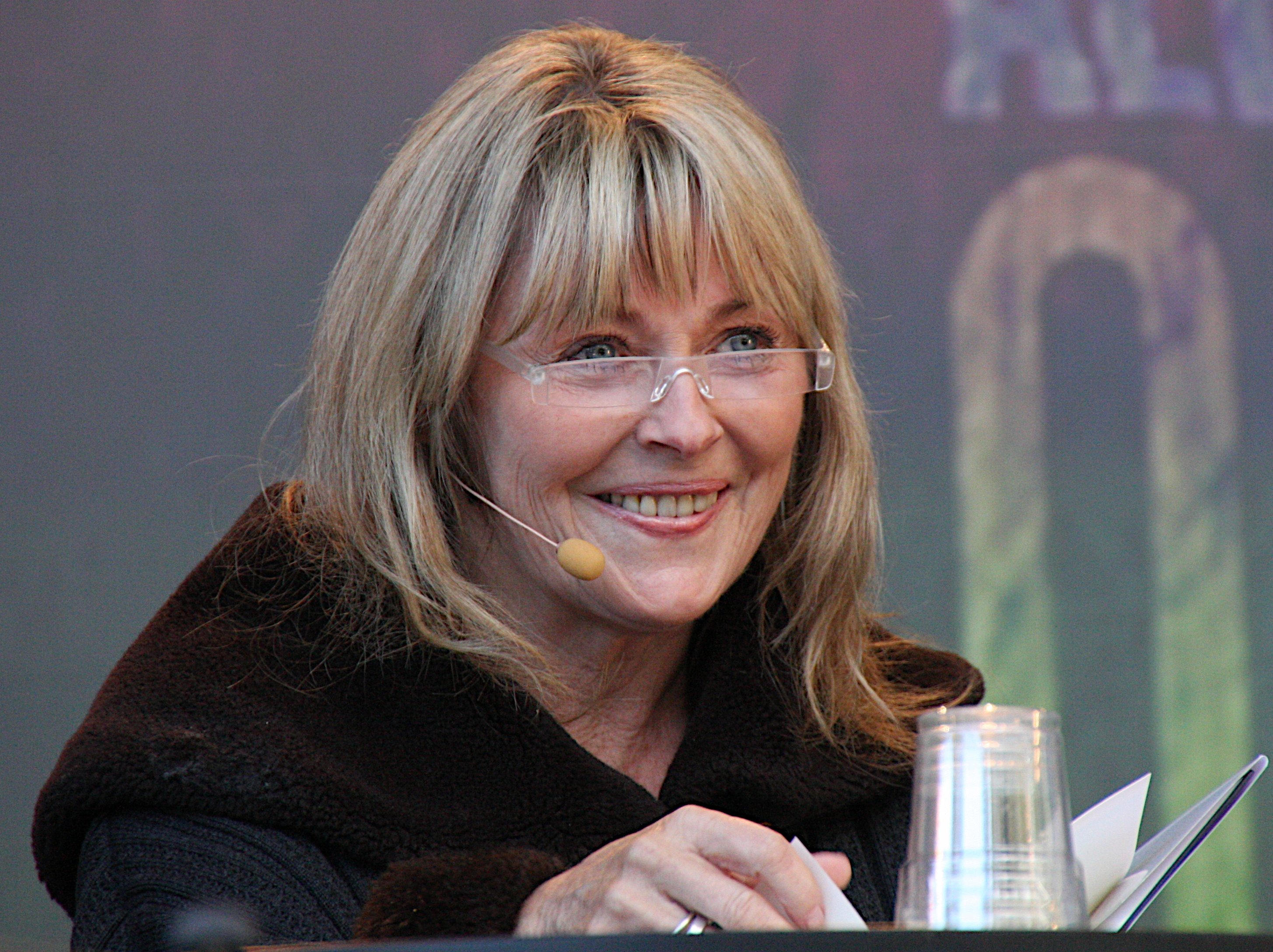
Tove Nilsen (2010)

Tove Nilsen (* 25. Oktober 1952 in Oslo, Norwegen) ist eine norwegische Schriftstellerin und Literaturkritikerin.

## Leben
Tove Nilsen wuchs in einem Osloer Vorort auf. Nach ihrem Literaturstudium begann sie als Journalistin zu arbeiten. Aktuell ist sie Literaturkritikerin bei der norwegischen Tageszeitung Dagbladet. Mit ihrem Roman Aldri la dem kle deg forsvarløst naken debütierte sie 1974 als Schriftstellerin. Ihren großen Erfolg hatte sie 1982 mit Skyskraperengler, welches sich über 100.000 Mal verkaufte und mehrere Literaturpreise erhielt. Mit Skyskrapersommer (1996), G for Georg (1997) und Nede i himmelen (2010) folgten drei Fortsetzungen. Die semibiografisch gefärbten Bücher spielen in dem Osloer Stadtteil Bøler in den 1960er Jahren.
Für ihre Literatur wurde sie mit mehreren Literaturpreisen ausgezeichnet, darunter dem Riksmålsforbundets litteraturpris, Språklig samlings litteraturpris, Oktoberprisen und 2011 mit dem Amalie Skram-prisen.

## Werke (Auswahl)
Romane
- Aldri la dem kle deg forsvarløst naken (1974)
- Helle og Vera (1975)
- Gerhard (1978)
- Fritt løp (1980)
- Skyskraperengler (1982)
- Den svarte gryte (1985)
- I stedet for dinosaurer (1987; deutsch: Auslöser, Kabel Verlag, Hamburg 1988, ISBN 3-8225-0088-7)
- Chaplins hemmelighet (1989)
- Amazonaspornografen (1991)
- Øyets sult (1993)
- Lystreise (1995)
- Skyskrapersommer (1996)
- G for Georg (1997)
- Etter Kairo (2000)
- Kvinner om natten (2001; deutsch: Nachtzuschlag, Ehrenwirth, Bergisch Gladbach 2003, ISBN 3-431-03022-X)
- Kreta-døgn (2003)
- Sommer 2005 (2006)
- Vingetyven (2008)
- Nede i himmelen (2010)
- Konge i snø (2014)[4]

Kinderbücher
- Tonje – snart elleve år (1975)
- De skulle bare visst... (1977)
- Melismåne (1996)
- Hvordan en gris kan bli til mer enn én mus (1997)
- Sitronsol (1998)
- Stygge hunders forening (2000; deutsch: Wer klaut schon einen hässlichen Hund?, Ueberreuter, Wien 2003, ISBN 3-8000-5015-3)